# 大黑天

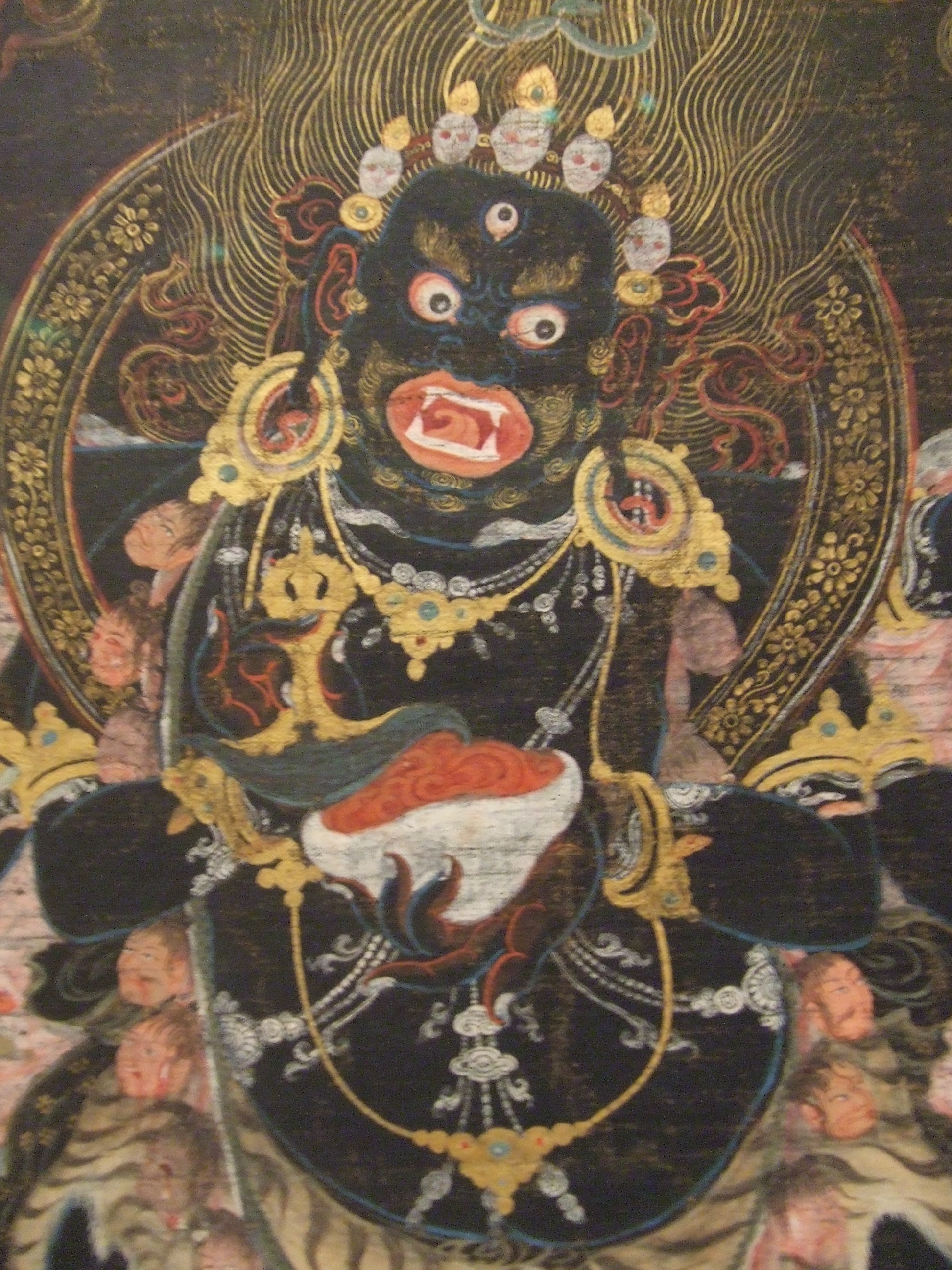
旧金山亚洲艺术博物馆收藏的大黑天神绘画

大黑天（羅馬化：Mahākāla，藏語：ནག་པོ་ཆེན་པོ།，威利转写：nag po chen po），又意译为大黑、大时、大黑神或大黑天神等，或者直接音译为摩诃迦罗、莫诃哥罗、摩哈嘎勒等名称。
該神是婆罗门教三大主神之一湿婆（即大自在天）的其一化身，为佛教的護法神，特别是在密宗中大黑天神是重要的護法，是专治疾病之醫神與財富之神。

## 詞源
在梵文中，Mahākāla由摩訶（Mahā，意思為大）與卡拉（kāla，意為黑色，或時間）組成，字面意思為大黑，或大時。卡拉是閻摩的稱號，濕婆也使用同一個稱號，當他以世界毀滅者形態出現時，稱為摩訶迦羅（Mahākāla）。
印度教有另外一位神黑天（kṛṣṇa），是毗湿奴的化身。因為梵語：意為黑色或深青色，因此也被漢譯為黑天。

## 印度教
在印度教中，大黑天是濕婆的另一個名字。他曾變化成陪臚，把梵天的第五個頭砍下，又稱嘎拉陪臚（Kāla bhairava，又譯為黑陪臚）。
另一個傳說中，濕婆的隨從葛那（Gaṇa）也叫大黑天，它與南迪一同負責守護濕婆。在南印度許多廟宇的大門上，都會畫上葛那與南迪，作為廟宇的守護者。

## 佛教
釋迦世尊在佛經裏便宣說此大黑天經典，全名為佛說摩訶迦羅大黑天神大福德圓滿陀羅尼經（“摩訶迦羅”，是中古漢語翻譯；藏傳發音為“瑪哈嘎拉”）。說明，此大菩薩，過去早已成佛；如今顯現大黑天菩薩身分，是來賜福窮苦的眾生。需要注意的是，佛教中的摩訶迦羅並非指單一護法神祇，而是指「一類」有著源於印度大黑天形象的護法們。
瑪哈嘎拉是各派藏傳佛教均有的護法，只是其法相根據不同派別傳承而有所不同。
藏傳佛教中認為濕婆神——大自在天，是毗盧遮那佛（或稱為大日如來）化身於色界頂大自在天宮，是為大千世界主；故大黑天有大日如來或大自在天的化現兩種之說法，其理在此；有六臂、四臂、二臂、騎虎，狼首、鴉首多種。
六臂大黑天，又稱六臂怙主（在此“怙主”，是為“觀世音菩薩”），是觀世音菩薩的忿怒相。祂左手持嘎巴拉中的血即是我與貪的意思，飲食五蘊、煩惱、死亡、天魔等「四魔」之血；身帶六種骨飾，代表身行六度，有斷我執之意。五個骷髏象徵五智，也有六臂白瑪哈嘎拉及六臂深藍瑪哈嘎拉等相。也有說法，認為他是勝樂金剛的化身。
噶瑪噶舉傳承的黑袍瑪哈嘎拉，身相為三目一面二臂。以其身著黑袍，被稱為「黑袍怙主」、「黑袍金剛」，與吉祥天母瑪哈嘎哩被稱為「黑袍兄妹護法 （页面存档备份，存于）」。早在噶舉祖師帝洛巴，黑袍金剛即為尊者所重要修持的護法。第二世噶瑪巴、噶瑪巴西曾說：「黑袍怙主與黑帽噶瑪巴之間，一體而無別。」因黑袍瑪哈嘎拉護持佛法之大力、黑帽噶瑪巴為行佛事業者；兩者之間無論歷史與意義上皆有緊密的關聯。為歷代至今之大寶法王所不共、噶瑪噶舉傳承中之首要護法。

## 印度的大黑天信仰
- 笈多王朝时（4世纪—6世纪）大黑天信仰已经在印度存在。他在印度是軍神。
  - 5世纪时中印度已建有大黑天神庙。
  - 5世纪著名诗人迦梨陀娑（梵语：Kalidasa）描述：大黑天神像，肤色黝黑，一手持三叉戟。
- 7世纪
  - 印度教经典提到的大黑天神形象与现今流传的大黑天形象相近。
  - 唐高宗咸亨二年（671年）西行求法的义净在《南海寄归内法传》提到印度许多教寺院供奉有大黑天神。
- 11世纪大黑天在印度佛教中的地位很快提高。
  - 印度僧人编纂大黑天仪轨。
  - 大黑天造像数量剧增，现存印度大黑天像多为11世纪—12世纪波罗王朝的作品。
  - 尼泊尔加德满都的嘎拉·陪臚（Kāla Bhairava）也是大黑天。

## 漢地的大黑天信仰

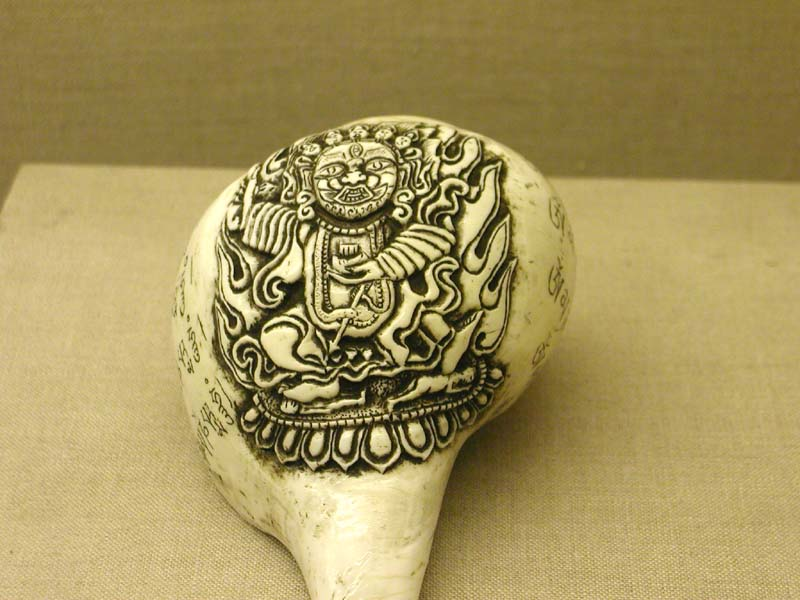
无包刻大黑天法螺，清代文物

- 唐高宗咸亨二年（671年）义净在《南海寄归内法传》提到：“淮北虽复先无，江南多有置处”[註 1]。8世纪时，中原地区寺院循天竺之制将大黑天奉于食堂中。然而大黑天信仰在中原地区的发展时间甚短，没有留下太多的遗迹。

1909年俄国探险家彼得·库兹米奇·科兹洛夫在黑水城遗址发掘到大批西夏文物，其中有一件十三世纪初的大黑天刻本，可以清楚的看到藏传佛教的影响。
云南大黑天信仰十分盛行，至今许多地方仍把大黑天奉为当地村寨或地区的保护神—本主。云南大黑天信仰从何处而传来，诸家说法不一。有学者认为应来自印度，也有说源于中原的，还有主张由西藏传入的。

## 西藏的大黑天信仰
古格王国高僧仁钦桑布（Rinchen Sangpo，958年－1055年）最早宣扬大黑天神法，西藏大黑天信仰从此开始。考古资料证明，大黑天信仰很快就在西藏普遍流传开来，并且具有西藏本地特色的“帐篷主大黑天”图像也在十二、三世纪完成发展。

## 蒙古的大黑天信仰
十三世紀開始，蒙古人開始把大黑天當作軍神，八思巴造了一尊親自開光給忽必烈，保佑蒙古打敗南宋。元亡後，帶回漠北，直到林丹汗時代。之後到了皇太極手中，置實勝寺供養。

## 日本的大黑天信仰
日本人心目中的大黑天，不僅是佛門的護法，也為掌管農業五穀豐收與財富之神，為七福神之一。日語中，「大黑」讀音類似「大國」，遂被認為是與神道的大國主命為同一神，多半持有福袋、錢箱、木槌等物，神佛習合，成為日本獨自的神明。
在日本，這位原本相貌兇猛的明王，經過歷史變遷，融合了當地本土文化，而發展成一個討喜的廚糧神與財富之神，倒也符合釋迦牟尼佛所說大黑天經典裡頭，賜與財富與寶糧的大菩薩；祂經常捧著金槌作為一個神奇的錢槌，是看到坐在水稻的包上，與意味著充足食物的小鼠。